# Juvel
Med juvel avses en slipad ädelsten. Juvel i pluralform, det vill säga juveler, har även betydelsen juvelbesatta smycken. En juvelerare är i första hand en person som tillverkar juvelbesatta smycken, men termen används numera allmänt om alla som tillverkar smycken, med eller utan ädelstenar. Juveler kan vara fasettslipade eller cabochoner.

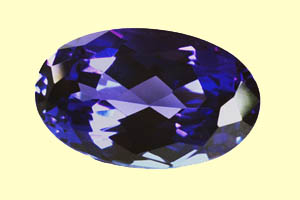
Tansanit
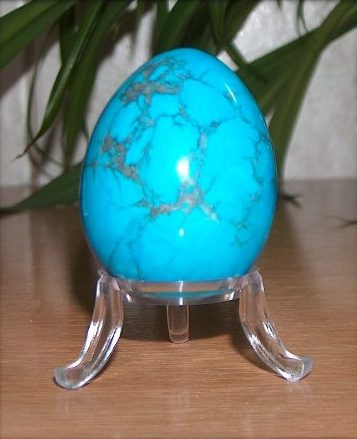
Hovlit
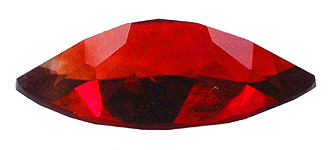
Rodokrosit
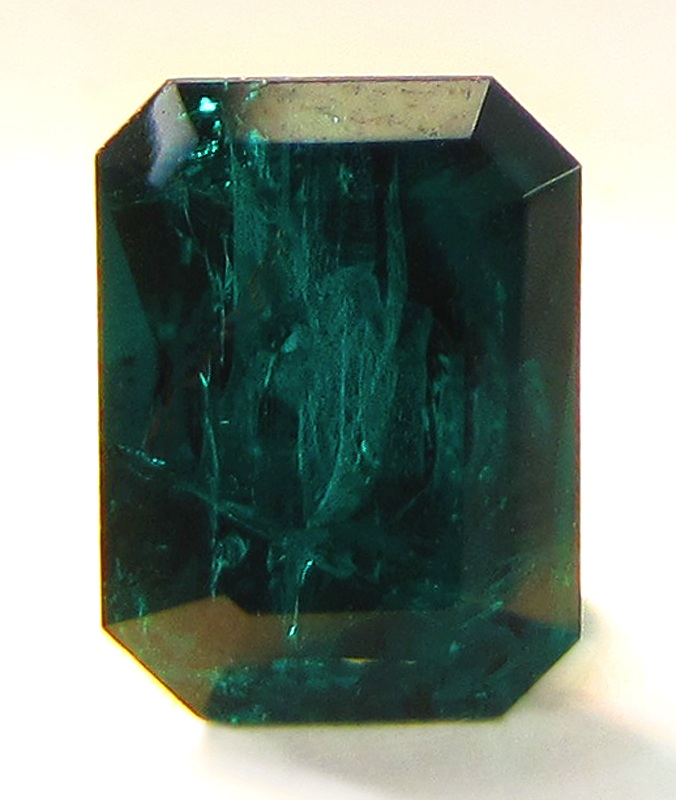
Dioptas
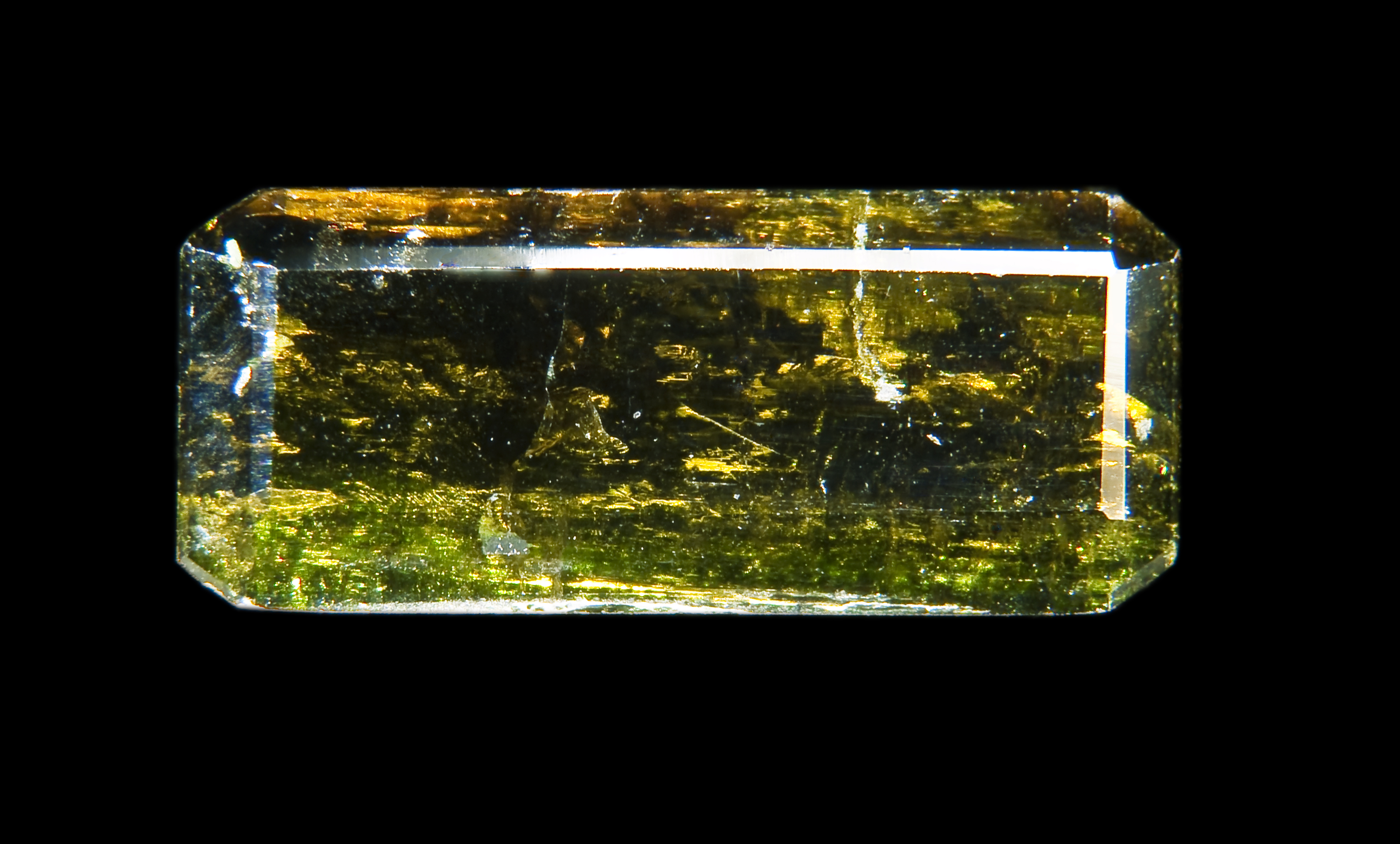
Epidot
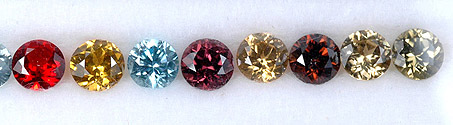
Zirkoner
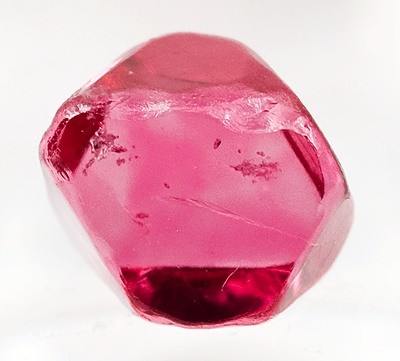
Spinell
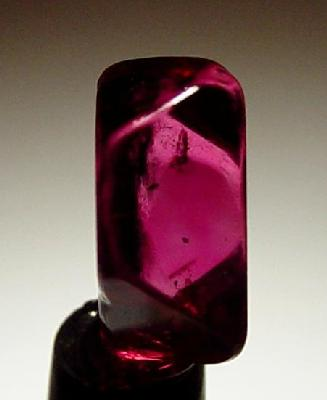
Spinell
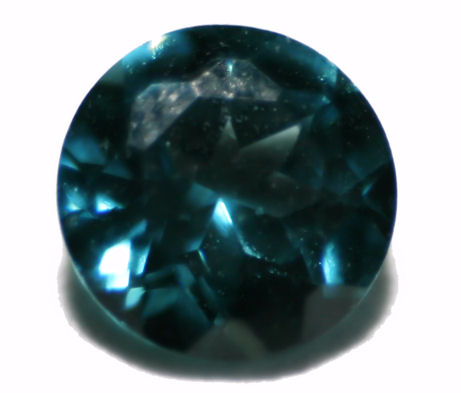
Spinell
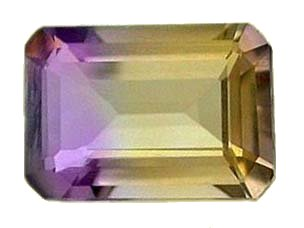
Ametrin
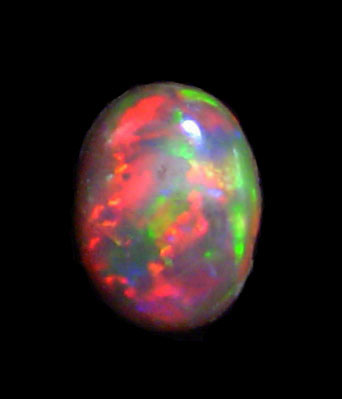
Cabochonslipad svart opal
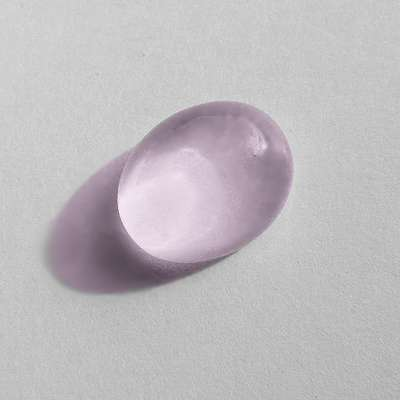
Cabochonslipad rosenkvarts
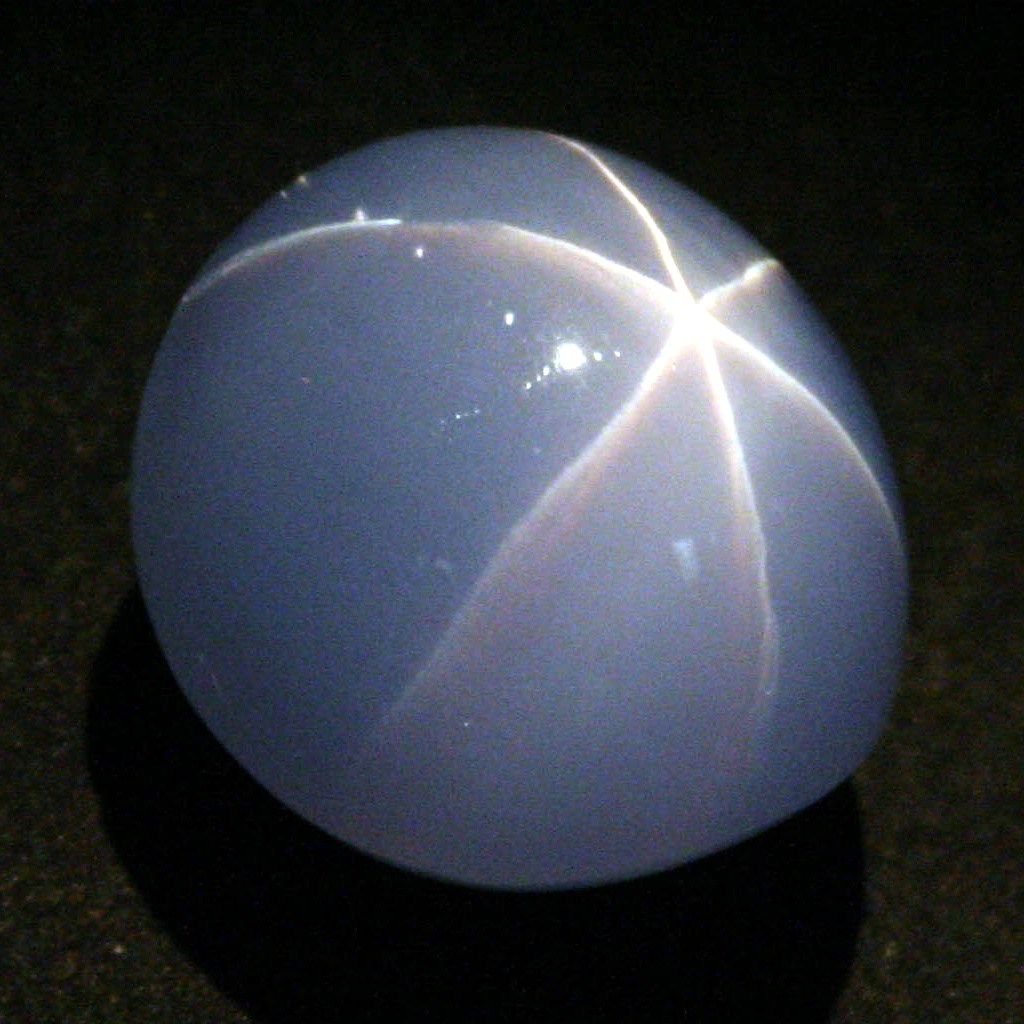
Cabochonslipad stjärnsafir, den så kallade "Star of India"